# 永昌 (李自成)
永昌（1644年—1645年五月）是中国明清之际大顺李自成的年号，共計使用2年。
明末浙江白頭軍領袖許都奉李自成的永昌年號（1644年）；白擎天王宮文彩的年号也是永昌（1644年－1645年），李崇智的《中国历代年号考》认为他是尊奉李自成的永昌年号。後李自敬沿用至1646年二月，李過沿用至1649年十一月，李來亨沿用至1664年八月。

## 改元
- 崇禎十七年——正月初一日，改元為永昌元年。

## 公元纪年对照表
| 永昌 | 元年     | 二年   | 三年   | 四年   | 五年   | 六年   | 七年   | 八年   | 九年   | 十年   |
| ---- | -------- | ------ | ------ | ------ | ------ | ------ | ------ | ------ | ------ | ------ |
| 公元 | 1644年   | 1645年 | 1646年 | 1647年 | 1648年 | 1649年 | 1650年 | 1651年 | 1652年 | 1653年 |
| 干支 | 甲申     | 乙酉   | 丙戌   | 丁亥   | 戊子   | 己丑   | 庚寅   | 辛卯   | 壬辰   | 癸巳   |
| 永昌 | 十一年   | 十二年 | 十三年 | 十四年 | 十五年 | 十六年 | 十七年 | 十八年 | 十九年 | 二十年 |
| 公元 | 1654年   | 1655年 | 1656年 | 1657年 | 1658年 | 1659年 | 1660年 | 1661年 | 1662年 | 1663年 |
| 干支 | 甲午     | 乙未   | 丙申   | 丁酉   | 戊戌   | 己亥   | 庚子   | 辛丑   | 壬寅   | 癸卯   |
| 永昌 | 二十一年 |        |        |        |        |        |        |        |        |        |
| 公元 | 1664年   |        |        |        |        |        |        |        |        |        |
| 干支 | 甲辰     |        |        |        |        |        |        |        |        |        |

## 同期存在的其他政权年号
- 中國
  - 崇祯（1628年－1644年）：明朝—朱由检之年号
  - 弘光（1645年）：南明—朱由崧之年号
  - 隆武（1645年－1646年）：南明—朱聿键之年号
  - 监国鲁（1645年－1653年）：南明—鲁王朱以海之紀年
  - 顺治（1644年－1661年）：清朝—清世祖福临之年号
  - 天定（1644年）：清朝时期—刘守分之年号
  - 重兴（1644年）：清朝时期—秦尚行之年号
  - 清光（1645年）：清朝时期—胡守龙之年号
  - 大顺（1644年－1646年）：大西—张献忠之年号
- 日本
  - 寬永（1624年－1644年）：後水尾天皇、明正天皇、後光明天皇之年號
  - 正保（1644年－1648年）：后光明天皇之年號
- 越南
  - 福泰（1643年—1649年）：后黎朝—黎真宗黎维祐之年号
  - 順德（1638年—1677年）：莫朝—莫敬完之年号

## 參见
- 中国年号列表
- 其他时期使用的永昌年号